# Natriumwaterstofarsenaat
Natriumwaterstofarsenaat of dinatriumarsenaat (Na2HAsO4) is een natriumzout van arseenzuur. De stof komt voor als kleurloze en reukloze kristallen, die matig tot goed oplosbaar zijn in water. Het komt vrijwel steeds voor als heptahydraat: Na2HAsO4 · 7 H2O. De 7 moleculen kristalwater kunnen verwijderd worden door het heptahydraat zeer snel te verwarmen tot 100°C.
Natriumarsenaat wordt gebruikt als reagens.

## Toxicologie en veiligheid
De stof ontleedt bij verhitting, met vorming van giftige dampen, onder andere arseen en arseenoxiden. Natriumwaterstofarsenaat reageert hevig met sterk oxiderende en reducerende stoffen, sterke zuren en metalen zoals ijzer, aluminium en zink in combinatie met water, met gevaar op ontploffing.
De stof is irriterend voor de ogen, de huid en de luchtwegen. De stof kan effecten hebben op het hart- en vaatstelsel, het maag-darmstelsel en het centraal zenuwstelsel, met als gevolg ernstige bloedingen, vocht- en elektrolytenverlies, bewusteloosheid, shock en bij hoge concentraties de dood.
Herhaald of langdurig huidcontact kan huidontsteking veroorzaken. Natriumwaterstofarsenaat kan effecten hebben op slijmvliezen, de huid, de lever, de nieren en het perifeer zenuwstelsel, met als gevolg zenuwaandoeningen, pigmentatiestoornissen, perforatie van het tussenschot van de neus en weefselbeschadiging. Deze stof is waarschijnlijk kankerverwekkend bij de mens.